# Róbert Štefko
Róbert Štefko (* 28. května 1968, Košice) je český běžec. Závodil na tratích různých délek v rozpětí od 5 km po maraton.
Róbert Štefko se narodil ve slovenských Košicích a nejprve reprezentoval Slovensko. Dne 23. dubna 2004 získal české občanství.

## Největší úspěchy
- mistr ČSFR 1991 (5 000 a 10 000 m) a 1992 (10 000 m)
- ME v atletice 1994, Helsinky – 4. místo v závodě na 10 000 metrů (28:08,08)
- MS v krosu 1999, Belfast – 12. místo
- MS v krosu 2001, Ostende – 10. místo
- Účastník LOH v letech 1996 v Atlantě (14. místo v závodě na 10 000 m)[2], 2000 v Sydney (maraton nedokončil)[3] a 2004 v Aténách (63. místo v maratonu)[2]
- v letech 2004 a 2008 byl v ČR nejlepší na 10 000 m na dráze, v půlmaratonu, maratonu a silničním běhu Běchovice-Praha.